# Carrick Roads
Carrick Roads est un aber de la côte sud de la Cornouailles, en Angleterre, près de Falmouth.
Il a été créé pendant les glaciations à partir d'une ancienne vallée qui a été inondée par la remontée du niveau de la mer. Aujourd'hui, il s'agit d'une voie navigable jusqu'à Truro.

## Source
- (en) Cet article est partiellement ou en totalité issu de l’article de Wikipédia en anglais intitulé « Carrick Roads » (voir la liste des auteurs).